# Danny Strong
Daniel William Strong (Manhattan Beach, Kalifornia, 1974. június 6.) kétszeres Primetime Emmy-díjas amerikai színész, író, rendező, producer. Legismertebb szerepei Jonathan Levinson a Buffy, a vámpírok réme és Doyle McMaster a Szívek szállodája című sorozatokból.

## Élete és pályafutása
Manhattan Beach-en született. Szülei zsidó származásúak voltak. Gyerekkorában a Video Archives-ból kölcsönzött filmeket, és barátságot kötött Quentin Tarantinóval, aki eladóként dolgozott az üzletben. A Mira Costa High Schoolba járt, majd a Dél-kaliforniai Egyetemen tanult színészetet.

## Magánélete
2016. december 29-én kötött házasságot Caitlin Mehner színésznővel.